# Målarkniv

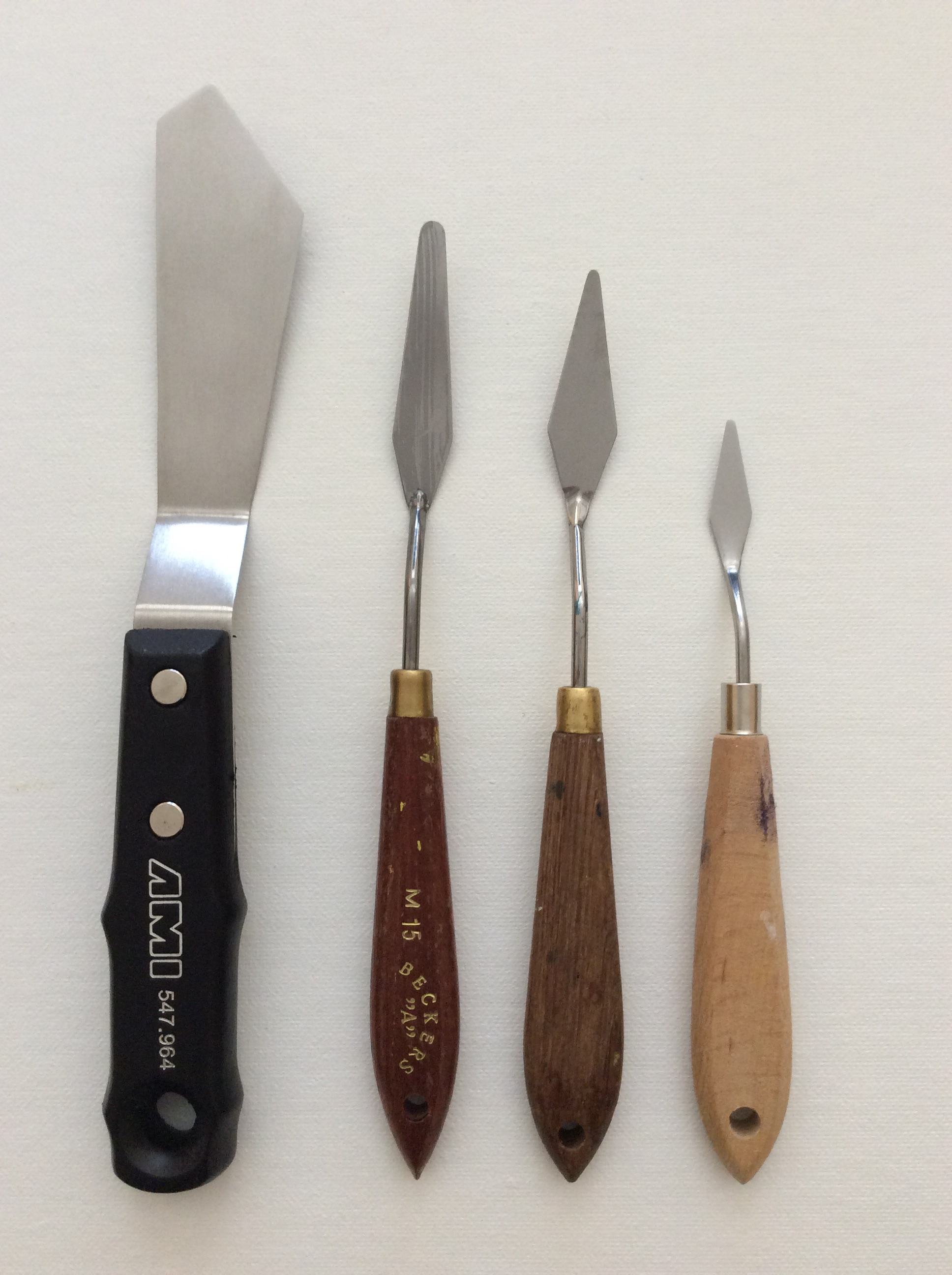
Målarknivar i olika former.

Målarkniv används vid målning, främst med olje- eller akrylfärg, för påstrykning och bearbetning av färg direkt på underlaget. De finns i olika former och storlekar. Bladet är tunt och eftergivligt, och även om eggen inte är vass medger det fina linjära avtryck, detaljarbete med spetsen och breda påstrykningar. Målarkniven är bockad vid skaftet för att man ska kunna arbeta utan att stöta mot målningens yta med handen under arbetet.